# 克罗卡
克罗卡是葡萄牙波尔图区的一个堂区。总面积6.09平方公里，总人口1764人，人口密度289.7人/平方公里。